# Pachycondyla sanguinea
Pachycondyla sanguinea is een mierensoort uit de onderfamilie van de Ponerinae. De wetenschappelijke naam van de soort is voor het eerst geldig gepubliceerd in 1920 door Santschi.